# Крістіна (Бадахос)
Крістіна (ісп. Cristina) — муніципалітет в Іспанії, у складі автономної спільноти Естремадура, у провінції Бадахос. Населення — 561 особа (2010).
Муніципалітет розташований на відстані близько 270 км на південний захід від Мадрида, 75 км на схід від Бадахоса.

## Демографія
Динаміка населення (INE ):